# ジュリオ・ファルコーネ
ジュリオ・ファルコーネ（Giulio Falcone、1966年9月6日 - ）は、イタリア、アトリ出身の元サッカー選手。現役時代のポジションはセンターバック。

## 経歴
1992-93シーズンからトリノのトップに昇格してプロのキャリアを始めた。リーグ戦の出場は無かったものの、コッパ・イタリア決勝のASローマ戦第2戦に試合残り僅かな時間から出場して優勝メンバーとなった。
その後移籍したフィオレンティーナ、ボローニャ、サンプドリアでそれぞれレギュラーとしてプレーした。
2008-09シーズン、パルマ・カルチョでのプレーを最後に引退。セリエA通算では370試合以上に出場した。
2006年8月のクロアチア戦でイタリア代表として出場の経験がある。

## タイトル
トリノ
コッパ・イタリア : 1992-93
フィオレンティーナ
- スーペルコッパ・イタリアーナ : 1996